# Битва при Исхабаде
Битва при Исхабаде (перс. ببرد اسحاقآباد‎‎) — крупное сражение, произошедшее 25 декабря 940 года в Исхабаде (недалеко от Рея) между Саманидами во главе с Абу Али Чагани и объединёнными силами Зияридов и Фирузанидов под командованием эмира Вушмагира и Макана ибн Каки.
Во время первой фазы битвы Вушмагир бежал с поля боя, оставив Макана позади. Многие из элитных подразделений Макана были вскоре убиты, а сам он был ранен стрелой в голову, а затем обезглавлен победоносными солдатами Саманидов, которые отправили его голову вместе со многими захваченными высокопоставленными дейлемитскими офицерами ко двору Саманидов в Бухаре.